# Nord-ovest Pacifico

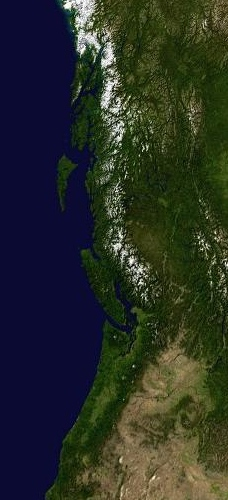
Il Nord-ovest Pacifico dallo spazio.

Il Nord-ovest Pacifico o Pacifico nord-occidentale (in inglese: Pacific Northwest o PNW), a volte designato come Cascadia, è una regione geografica dell'America settentrionale occidentale, delimitata dall'Oceano Pacifico ad ovest e (approssimativamente) dalla Catena delle Cascate ad est. Benché non esista una frontiera universalmente accettata, una definizione comune include gli stati statunitensi dell'Oregon e di Washington e la provincia canadese della Columbia Britannica. Definizioni più ampie si estendono a nord fino all'Alaska sud-orientale e allo Yukon, a sud fino alla California settentrionale e ad est fino al Continental Divide, includendo così l'Idaho, il Montana occidentale e il Wyoming occidentale. Definizioni più ristrette possono essere limitate agli Stati Uniti nord-occidentali o alle aree costiere ad ovest delle montagne delle Cascate e della Costa. La varietà delle definizioni può essere attribuita in parte alla comunanza degli elementi storici, culturali, geografici, sociali e di altro tipo della regione.
La Costa del Nord-ovest è la regione costiera del Nord-ovest Pacifico e l'Altopiano del Nord-ovest (conosciuta comunemente anche come "l'Interno" nella Columbia britannica e l'Impero Interno negli Stati Uniti) è la regione continentale. Il termine "Nord-ovest Pacifico" non deve essere confuso con il Territorio del nord-ovest (conosciuto anche come il Grande Nord-ovest, un termine storico negli Stati Uniti) o i Territori del Nord-Ovest del Canada.
Le più grandi aree metropolitane della regione sono la Grande Seattle, Washington, con 3,7 milioni di persone, la Grande Portland, Oregon, con 2,4 milioni di persone e la Grande Vancouver, Columbia Britannica, con 2,4 milioni di persone.
Un aspetto chiave del Nord-ovest Pacifico è il confine Canada–Stati Uniti, che gli Stati Uniti e il Regno Unito stabilirono in un momento in cui gli abitanti della regione erano composti per la maggior parte da popoli indigeni. Il confine — in due sezioni, lungo il 49º parallelo a sud della Columbia Britannica e l'Alaska Panhandle a ovest della Columbia Britannica settentrionale — ha avuto un potente effetto sulla regione. Secondo lo storico canadese Ken Coates, il confine non ha semplicemente influenzato il Nord-ovest Pacifico — piuttosto, "la storia e il carattere della regione sono stati determinati dalla frontiera".

## Definizione

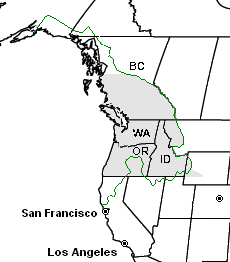
Nessuna delle molteplici possibili definizioni del Nord-ovest Pacifico è universalmente accettata. Questa mappa mostra tre possibili: (1) L'area ombreggiata mostra lo storico Paese dell'Oregon. (2) La linea verde mostra la bioregione di Cascadia. (3) Gli stati e le province indicati nella mappa includono Washington, l'Oregon, l'Idaho e la Columbia Britannica.

Le definizioni della regione del Nord-ovest Pacifico variano, e anche gli abitanti della zona non concordano sugli esatti confini. Una definizione comune del Nord-ovest Pacifico include gli stati statunitensi dell'Oregon e di Washington come pure la provincia canadese della Columbia Britannica.
Definizioni più ampie della regione hanno incluso lo stato statunitense dell'Alaska,:8 il territorio canadese dello Yukon, la porzione nord-occidentale dello stato della California, e perfino aree che si protendono a est fino alle Montagne Rocciose.
Le definizioni basate sullo storico Paese dell'Oregon si protendono a est fino al Continental Divide, includendo così quasi tutto l'Idaho e parti del Montana occidentale e del Wyoming occidentale. Talvolta il Nord-ovest Pacifico è definito specificamente come gli Stati Uniti nord-occidentali, escludendo il Canada. Si noti che questi tipi di definizione sono spesso fatti da agenzie del governo il cui ambito è limitato agli Stati Uniti.
In aggiunta al tradizionale di raggruppamento di Washington, Oregon, Idaho e Columbia Britannica, alcune definizioni includono anche l'Alaska sud-orientale, il Montana occidentale, la costa della California e una piccola parte del Wyoming nord-occidentale.

## Storia

### Popoli indigeni
Il Nord-ovest Pacifico è occupato da millenni da un vasto assortimento di popoli indigeni. La Costa Pacifica è vista da alcuni studiosi come una delle più importanti rotte di migrazione dei popoli del tardo Pleistocene nel loro spostamento dall'Asia nord-orientale alla Americhe.
L'ipotesi della migrazione costiera è stata rafforzata da scoperte come i sedimenti nelle caverne di Port Eliza sull'Isola di Vancouver, che indicano la possibilità di un clima adatto alla sopravvivenza nell'area già 16 ka (16.000 anni), mentre le calotte glaciali continentali si stavano avvicinandosi alla loro massima estensione. Altre evidenze di occupazione umana risalenti a 14.500 anni fa stanno emergendo dalle Caverne di Paisley nell'Oregon centro-meridionale Tuttavia, malgrado tali ricerche, l'ipotesi della migrazione costiera è ancora oggetto di considerevole dibattito.
A causa in parte della ricchezza delle zone di pesca della Costa del Nord-ovest Pacifico e dei fiumi, alcuni dei popoli indigeni svilupparono società stanziali complesse pur rimanendo cacciatori-raccoglitori. La Costa del Nord-ovest Pacifico è uno dei pochi luoghi dove cacciatori-raccoglitori politicamente complessi evolsero e sopravvissero ai contatti storici, e perciò è stata vitale per gli antropologi e gli archeologici che cercano di capire come funzionano le società complesse di cacciatori-raccoglitori. Quando gli Europei arrivarono per la prima volta sulla Costa del Nord-ovest, trovarono una delle più complesse società di caccia e pesca del mondo, con grandi villaggi stanziali, grandi case, sistemi di rango e prestigio sociale, vaste reti commerciali e molti altri fattori più comunemente associati a società basate sull'agricoltura domesticata. Nell'interno del Nord-ovest Pacifico, i popoli indigeni, al tempo del contatto europeo, avevano una diversità di culture e società. Alcune aree ospitavano società mobili ed egualitarie. Altri, specialmente lungo i fiumi principali come il Columbia e il Fraser, avevano società molto complesse, opulente e stanziali, che rivaleggiavano con quelle della costa.
Nella Columbia Britannica e nell'Alaska sud-orientale, i Tlingit e gli Haida eressero grandi pali totemici, elaboratamente intagliati, che sono diventati iconici delle tradizioni artistiche del Nord-ovest Pacifico. In tutto il Nord-ovest Pacifico, vivono migliaia di popoli indigeni, e alcuni continuano a praticare le loro ricche tradizioni culturali, "organizzando le loro società intorno al cedro e al salmone."

### Prime esplorazioni europee
Nel 1579 il capitano ed ex corsaro britannico Francis Drake navigò su per la costa occidentale dell'America settentrionale forse fino all'Oregon, prima di ritornare a sud per sbarcare a terra e fare riparazioni alla nave. In questo sito di sbarco, probabilmente vicino all'attuale San Francisco, Drake fece una simbolica rivendicazione della regione per l'Inghilterra, battezzandola Nuova Albione.11–12 Juan de Fuca, un capitano greco che navigava per conto della Corona di Spagna, trovò presumibilmente lo Stretto di Juan de Fuca intorno al 1592. Lo stretto prese nome da lui, ma se sia stato o no lui a scoprirlo è stato a lungo dibattuto. Durante l'inizio degli anni 1740, l'Impero russo inviò il danese Vitus Bering nella regione. Entro la fine del XVIII secolo e fino alla metà del XIX secolo, i coloni russi avevano stabilito parecchi avamposti e comunità sulla costa pacifica nord-occidentale, arrivando alla fine a sud fino a Fort Ross (California). Il Fiume Russo in California prese il nome da quegli insediamenti.
Nel 1774 il viceré di Nuova Spagna inviò il navigatore spagnolo Juan Pérez con la nave Santiago nel Nord-ovest Pacifico. Peréz sbarcò sulle Haida Gwaii (Isole della Regina Carlotta) il 18 luglio 1774. La latitudine più settentrionale che raggiunse fu 54°40′ N. Questa fu seguita, nel 1775, da un'altra spedizione spagnola, sotto il comando di Bruno de Heceta e che includeva Juan Peréz e Juan Francisco de la Bodega y Quadra come ufficiali. Il 14 luglio 1775, sbarcarono sulla Penisola Olimpica vicino all'imbocco del Quinault River. Il 17 agosto 1775, Heceta, ritornando a sud, avvistò l'imbocco del fiume Columbia e lo chiamò Bahia de la Asunción. Mentre Heceta navigava a sud, Quadra continuò a nord con la seconda nave della spedizione, la Sonora, raggiungendo l'Alaska, a 59° N. Nel 1778 il capitano di marina inglese James Cook visitò la Baia di Nootka sull'Isola di Vancouver e viaggiò fino allo Stretto di Prince William.
Nel 1779 una terza spedizione spagnola, sotto il comando di Ignacio de Artega con la nave Princesa, e con Quadra come capitano della nave Favorite, navigò dal Messico alla costa dell'Alaska, raggiungendo 61º N. Due ulteriori spedizioni spagnole, nel 1788 e nel 1789, entrambe sotto Esteban Jose Martínez e Gonzalo López de Haro, navigarono fino al Nord-ovest Pacifico. Durante la seconda spedizione, incontrarono il capitano americano Robert Gray vicino alla Baia di Nootka. Al momento di entrare nella Baia di Nootka, trovarono William Douglas e la sua nave Iphigenia. Il conflitto portò alla crisi di Nootka, che fu risolta da accordi conosciuti come la convenzione di Nootka. Nel 1790 gli Spagnoli inviarono tre navi nella Baia di Sound, sotto ol comando di Francisco de Eliza. Dopo aver stabilito una base a Nootka, Eliza mandò fuori parecchie squadre di esplorazione. Salvador Fidalgo fu inviato a nord verso la costa dell'Alaska. Manuel Quimper, con Gonzalo López de Haro come pilota, esplorò lo Stretto di Juan de Fuca, scoprendo contemporaneamente le Isole San Juan e l'Insenatura dell'Ammiragliato. Lo stesso Francisco de Eliza portò la nave San Carlos nello Stretto di Juan de Fuca. Da una base a Port Discovery, i suoi pilotos (capitani) José María Narváez e Juan Carrasco esplorarono le Isole San Juan, lo Stretto di Haro, lo Stretto di Rosario e la Baia di Bellingham. Contemporaneamente, essi scoprirono lo Stretto di Georgia e lo esplorarono a nord fin all'Isola di Texada. La spedizione ritornò alla Baia di Nootka entro l'agosto 1791. Alessandro Malaspina, navigando per la Spagna, esplorò e mappò la costa dalla baia di Yakutat allo Stretto di Prince William nel 1791, poi navigò verso la Baia di Nootka. Eseguendo una spedizione scientifica alla maniera di James Cook, gli scienziati di Malaspina studiarono i popoli studied the tlingit e nuu-chah-nulth prima di ritornare in Messico. Un altro esploratore spagnolo, Jacinto Caamaño, navigò con la nave Aranzazu alla Baia di Nootka nel maggio 1792. La incontrò Quadra, che era al comando dell'insediamento spagnolo e di Forte San Miguel. Quadra inviò Caamaño a nord, per esplorare attentamente la costa tra l'Isola di Vancouver e la Baia di Bucareli (Alaska). Varie mappe spagnole, compresa quella di Caamaño, furono date nel 1792 a George Vancouver, in quanto gli Spagnoli e i Britannici lavorarono insieme per cartografare la complessa linea costiera.
Dal 1792 al 1794, George Vancouver cartografò il Nord-ovest Pacifico per conto della Gran Bretagna, inclusi lo Stretto di Georgia, le baie e le insenature dello Stretto di Puget e dello Stretto di Johnstone–Stretto della Regina Carlotta nonché gran parte del resto della costa della Columbia Britannica e delle linee costiere dell'Alaska. Da lui prendono mome la città di Vancouver e l'Isola di Vancouver, come pure Vancouver (Washington). Dal Messico, Malaspina mandò l'ultima spedizione di esplorazione spagnola nel Nord-ovest Pacifico, sotto Dionisio Alcalá Galiano e Cayentano Valdes a bordo delle scune Sutil e Mexicana. Essi incontrarono Vancouver nello Stretto di Georgia il 21 giugno 1792. Vancouver aveva esplorato lo Stretto di Puget poco prima. Gli esploratori spagnoli sapevano dell'Insenatura dell'Ammiragliato e della regione inesplorata a sud, ma decisero di navigare verso nord. Essi scoprirono ed entrarono nel fiume Fraser poco prima di incontrare Vancouver. Dopo aver condiviso le mappe e accettato di cooperare, Galiano, Valdés e Vancouver navigarono verso nord fino allo Stretto della Desolazione e alle Isole Discovery, cartografando insieme la linea costiera. Passarono attraverso lo Stretto di Johnstone e il Canale di Cordero e ritornarono nella Baia di Nootka. Di conseguenza, gli esploratori spagnoli, che avevano iniziato da Nootka, diventarono i primi Europei a circumnavigare l'Isola Vancouver. Lo stesso Vancouver era entrato direttamente nello Stretto di Juan de Fuca senza andare prima a Nootka, perciò non aveva navigato completamente intorno all'isola.
Nel 1786 Jean-François de La Pérouse, che rappresentava la Francia, navigò fino ad Haida Gwaii dopo aver visitato la Baia di Nootka, ma qualsiasi possibile rivendicazione francese su questa regione andò perduta quando La Pérouse e i suoi uomini e i loro diari scomparvero in un naufragio vicino all'Australia. Al momento di incontrare le tribù costiere salish, o La Pérouse o qualcuno del suo equipaggio notò: "Ciò che deve sbalordirci di più è vedere pitture dappertutto, dappertutto sculture, tra una nazione di cacciatori". Anche il commerciante marittimo di pelli Charles William Barkley visitò l'area con l'Imperial Eagle, una nave britannica che batteva falsamente la bandiera dell'Impero austriaco. Il capitano della marina mercantile statunitense Robert Gray commerciò lungo la costa e scoprì l'imbocco del fiume Columbia.

### Dispute di confine

Mappa del 1841 del Territorio dell'Oregon dell'ammiraglio della Marina statunitense 1841 Charles Wilkes, da Narrative of the United States Exploring Expedition ("Narrazione della spedizione esplorativa degli Stati Uniti"), Filadelfia, 1845.

Le prime rivendicazioni formali sulla regione furono sostenute dalla Spagna nel 1513 con l'esploratore Nuñez de Balboa, il primo europeo ad avvistare l'Oceano Pacifico dalle Americhe. L'attività russa del commercio marittimo di pelli, attraverso la Compagnia russo-americana, si estendeva dal lato estremo del Pacifico all'"America russa. Questo spinse la Spagna a inviare spedizioni a nord per affermare la proprietà spagnola, mentre il capitano James Cook e le successive spedizioni di George Vancouver avanzavano le rivendicazioni britanniche. Con le Convenzioni di Nootka, l'ultima nel 1794, la Spagna rinunciò alle sue rivendicazioni esclusive a priori e accettò di condividere la regione con le altre potenze, rinunciando contemporaneamente alla sua guarnigione presso la baia di Nootka.
Gli Stati Uniti stabilirono una rivendicazione sulla base delle scoperte di Robert Gray, della spedizione di Lewis e Clark, della costruzione di Forte Astoria e dell'acquisizione delle rivendicazioni spagnole cedute agli Stati Uniti nel trattato Adams-Onís. Dagli anni 1810 fino agli anni 1840, gli odierni stati di Washington, Oregon, Idaho e Montana occidentale, insieme alla maggior parte della Columbia Britannica, facevano parte di quello che gli Stati Uniti chiamavano Paese dell'Oregon (Oregon Country) e la Gran Bretagna chiamava Distretto del Columbia. Questa regione fu rivendicata congiuntamente dagli Stati Uniti e dalla Gran Bretagna dopo il trattato del 1818, che stabilì nella regione un condominio di interessi in luogo di un accordo reciproco. Nel 1840 lo statunitense Charles Wilkes esplorò l'area. John McLoughlin, agente principale della Compagnia della Baia di Hudson, con sede a Forte Vancouver, fu l'autorità politica locale de facto per la maggior parte di questo periodo.
Questo accordo terminò quando gli insediamenti statunitensi crebbero e il presidente James K. Polk fu eletto con la promessa di ottenere l'annessione dell'intero Paese dell'Oregon e del Texas. Dopo la sua elezione, i sostenitori coniarono il famoso slogan "Fifty-four Forty or Fight" ("Cinquantaquattro quaranta o lotta"), riferendosi alla latitudine di 54°40' nord, il limite verso nord della rivendicazione degli Stati Uniti. Dopo la paura di una guerra con il Regno Unito, la disputa di confine dell'Oregon fu risolta con il trattato dell'Oregon del 1846, dividendo la regione lungo il 49º parallelo e risolvendo quasi tutte le dispute di confine (si veda guerra del maiale).
Il territorio continentale a nord del 49º parallelo rimase senza essere incorporato fino al 1858, quando un massiccio afflusso di Statunitensi e di altri durante la corsa all'oro del Canyon del Fraser costrinse il governatore della colonia dell'Isola di Vancouver James Douglas a dichiarare il territorio continentale una colonia della corona britannica. Le due colonie furono amalgamate nel 1866 per ridurre i costi, e si unirono al Dominio del Canada nel 1871. La porzione statunitense divenne il Territorio dell'Oregon nel 1848. In seguito fu suddivisa nel Territorio dell'Oregon e nel Territorio di Washington, che furono infine ammessi come stati (Oregon, Idaho, Washington) o parti di altri stati occidentali.
La pressione espansionistica statunitense sulla Columbia Britannica continuò dopo che la colonia divenne una provincia del Canada, anche se gli statunitensi che vivevano nella provincia non nutrivano sentimenti annessionisti. La Fratellanza Feniana si organizzò e si addestrò apertamente a Washington, particolarmente negli anni 1870 e negli anni 1880, sebbene non si verificassero scontri da nessun lato della frontiera. Durante la disputa di confine dell'Alaska, il presidente statunitense Theodore Roosevelt minacciò di invadere e annettere la Columbia Britannica se la Gran Bretagna non avesse ceduto sulla questione dei porti dello Yukon. In tempi più recenti, durante la cosiddetta "Guerra del salmone" degli anni 1990, il senatore dello stato di Washington Slade Gorton chiese alla Marina degli Stati Uniti di "forzare" il Passaggio Interno, benché questo non sia ufficialmente una rotta marittima internazionale. Le dispute tra la Columbia Britannica e l'Alaska sull'Entrata di Dixon dello stretto di Hecate tra Prince Rupert e Haida Gwaii non sono state risolte.

## Geografia

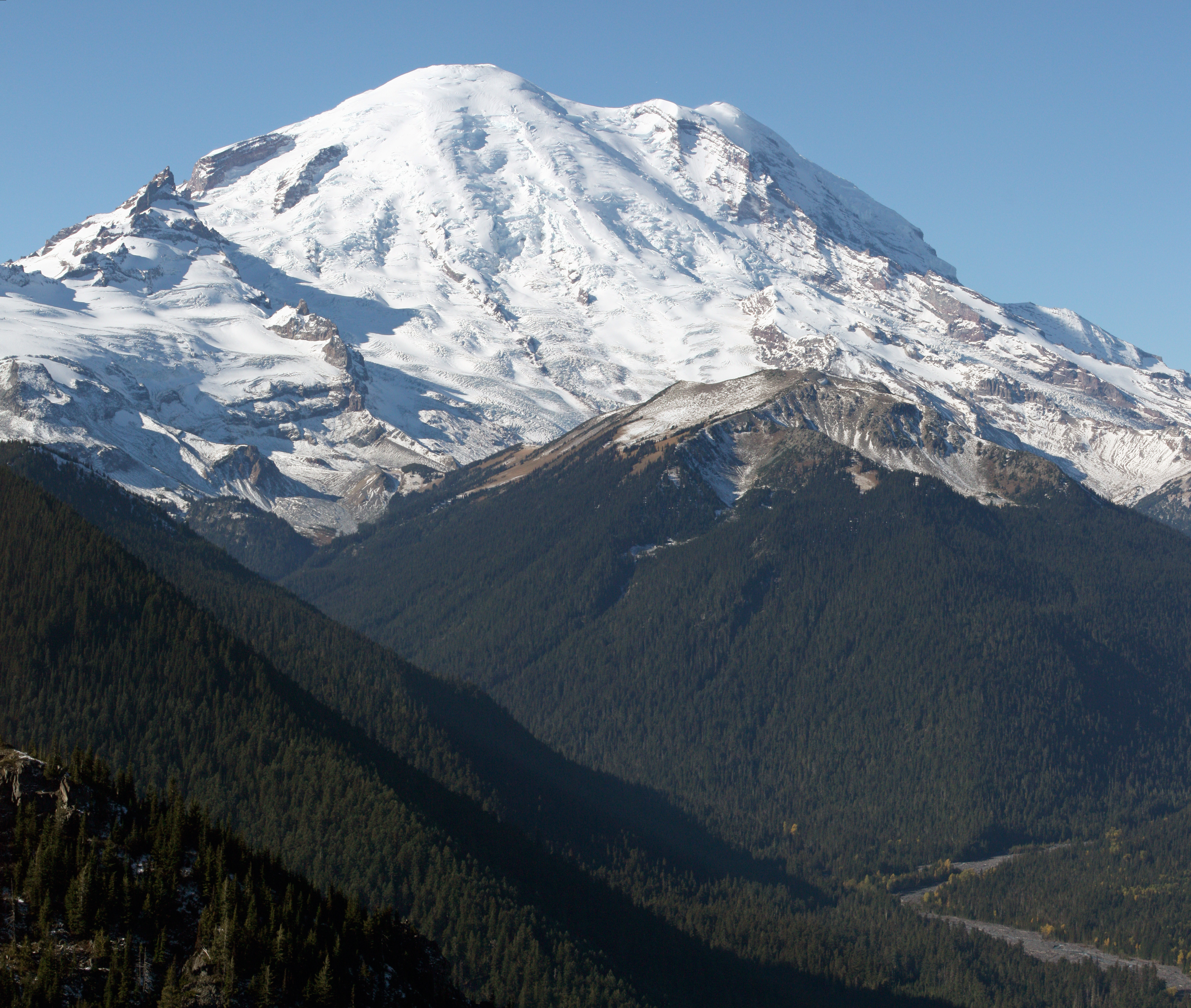
Il Monte Rainier nello stato di Washington.

Il Nord-ovest Pacifico è una regione geografica diversificata, dominata da parecchie catene montuose, incluse le Montagne Costiere, la Catena delle Cascate, le Montagne Olimpiche, i Monti Columbia e le Montagne Rocciose. La vetta più alta del Nord-ovest Pacifico è il Monte Rainier, nelle Cascate dello stato di Washington, a 4.392 m. Immediatamente verso l'interno a partire dalla Catena delle Cascate vi sono ampi altipiani, generalmente aridi. Negli Stati Uniti, questa regione è nota come Altopiano del Columbia, mentre nella Columbia Britannica è l'Altopiano Interno, chiamato anche Altopiano di Fraser. L'Altopiano del Columbia fu teatro di massicce inondazioni basaltiche durante l'era glaciale e, di conseguenza, ci sono molte colate, canyon e le Channeled Scablands. Gran parte dell'altopiano, specialmente nel Washington orientale, è terreno coltivabile irriguo. Il fiume Columbia scava un'ampia e profonda gola intorno al bordo dell'Altopiano del Columbia e attraverso la Catena delle Cascate prima di arrivare all'Oceano Pacifico.
Poiché molte aree hanno precipitazioni abbondanti ed estati miti, il Nord-ovest Pacifico ha alcune delle foreste più lussureggianti ed estese dell'America settentrionale, che sono estesamente popolate di abeti di Douglas, la seconda conifera sempreverde più alta della terra. La regione contiene anche esemplari degli alberi più alti della terra, le sequoie sempreverdi, nell'Oregon sud-orientale, ma i più grandi di questi alberi sono localizzati appena a sud del confine nella California nord-occidentale. Le foreste costiere in alcune aree sono classificate come foresta pluviale temperata.
Le caratteristiche costiere sono definite dall'interazione con il Pacifico e il continente nordamericano. La linea costiera del Nord-ovest Pacifico è costellata da numerosi fiordi, baie, isole e montagne. Alcune di queste caratteristiche includono la Costa dell'Oregon, lo Stretto di Burrard, lo Stretto di Puget e i fiordi estremamente complessi della Costa della Columbia Britannica e dell'Alaska sud-orientale. La regione ha una delle linee costiere con fiordi più lunghe del mondo.
Le maggiori città dell'area, Vancouver, Portland, Seattle, e Tacoma, cominciarono tutte come porti che sostenevano le industrie del legname, delle miniere e dell'allevamento, ma si sono sviluppate in importanti centri tecnologici e industriali (come la Silicon Forest), che beneficiano della loro localizzazione sull'Anello del Pacifico.
Se definito come Oregon, Washington e Columbia Britannica, il Nord-ovest Pacifico ha quattro Parchi nazionali statunitensi: Crater Lake in Oregon, più Olympic, Monte Rainier e North Cascades in Washington. Se si una definizione regionale più grande, allora potrebbero essere inclusi altri parchi nazionali statunitensi, come il Parco nazionale di Redwood, il Parco nazionale e riserva di Glacier Bay, il Parco nazionale e riserva di Wrangell-St. Elias, il Parco nazionale del Grand Teton e parti del Parco nazionale dei ghiacciai e del Parco nazionale di Yellowstone. Nel Nord-ovest Pacifico ci sono anche parecchi Parchi nazionali canadesi, inclusa la Riserva del parco nazionale dell'anello del Pacifico sulla costa occidentale dell'Isola di Vancouver, il Parco nazionale di Mount Revelstoke e il Parco nazionale dei ghiacciai nella Catena di Selkirk lungo il Passo Rogers, il Parco nazionale di Kootenay e il Parco nazionale Yoho sul versante delle Montagne Rocciose appartenente alla Columbia Britannica, Parco nazionale di Gwaii Haanas ad Haida Gwaii e il Parco nazionale Isole del Golfo nello Stretto di Georgia. Ci sono inoltre numerose aree protette sia nella Columbia Britannica che negli Stati Uniti.
Altre caratteristiche naturali notevoli includono la Gola del Columbia, il Canyon del Fraser, il Monte Sant'Elena, il Ghiacciaio Malaspina e l'Hells Canyon. Le Montagne Costiere centro-meridionali nella Columbia Britannica contengono i cinque campi di ghiaccio più grandi del mondo nelle latitudini centrali.

### Geologia
Il Nord-ovest è ancora estremamente attivo geologicamente, presentando sia vulcani che faglie geologiche.
I vulcani attivi nella regione includono il Monte Garibaldi, il Monte Baker, il Monte Rainier, il Monte Sant'Elena, il Monte Hood, il Mount Jefferson, il Monte Shasta e il Glacier Peak.

### Clima
Il Nord-ovest Pacifico sperimenta un'ampia varietà di climi. Un clima oceanico ("clima marittimo della costa occidentale") si presenta nella maggior parte delle aree costiere, tipicamente tra l'oceano e le alte catene montuosi. Un clima alpino domina nelle alte montagne. Climi semiaridi e aridi si trovano est delle montagne più alte, specialmente nelle aree di ombra pluviometrica. Il bacino di Harney nell'Oregon è un esempio di clima arido nel Nord-ovest Pacifico. Climi continentali umidi si presentano nel continente sui lati sopravvento al vento, in luoghi come Revelstoke, un clima subartico si può trovare ancora più a nord, specialmente nello Yukon e in Alaska.
In base alla classificazione dei climi di Köppen, la versione con estate fresca della definizione clima mediterraneo con estate asciutta (Csb), è assegnata a molte aree del Nord-ovest Pacifico fino a nord all'Isola di Vancouver centrale e alle Isole Gulf, incluse città come Victoria, Seattle e Portland. Queste zone non sono associate a un tipico clima mediterraneo, e sarebbero classificate come oceaniche temperate (Cfb), se non fosse per il fatto che i modelli di estate asciutta tipici del Nord-ovest Pacifico soddisfano le soglie Cs minime di Koeppen. Altri sistemi di classificazione climatica come il Trewartha pongono queste aree saldamente nella zona oceanica (Do).

### Ecoregioni
Gran parte del Nord-ovest Pacifico è coperto di foreste. Il bacino dello Stretto di Georgia–Stretto di Puget è condiviso tra la Columbia Britannica e il Washington, e l'ecoregione delle foreste pluviali temperate del Pacifico, che è la più grande delle ecozone delle foreste pluviali temperate nel sistema creato dal World Wildlife Fund, si estende lungo la costa dall'Alaska alla California. La regione asciutta nell'entroterra dalla Catena delle Cascate e le Montagne Costiere è molto diversa dal terreno e dal clima della regione costiera a causa dell'ombra pluviometrica delle montagne, e comprende gli Altopiani del Columbia, di Fraser e di Thompson e le catene montuose in essi contenute. I climi delle regioni interne, ubicate in gran parte nel Washington orientale, nella Columbia Britannica centro-meridionale, nell'Oregon orientale e nell'Idaho meridionale, sono un'estensione verso nord del Deserto del Gran Bacino, che abbraccia il Gran Bacino più a sud, sebbene vicino alle loro propaggini settentrionali e orientali, le regioni aride e desertiche costeggino l'estremità delle ombre pluviometriche delle Montagne Costiere, con la foresta boreale e vari regimi di flora alpina caratteristici della Columbia Britannica, dell'Idaho settentrionale e del Montana, grosso modo lungo una linea longitudinale definita dal confine dell'Idaho con il Washington e l'Oregon.

## Popolazione

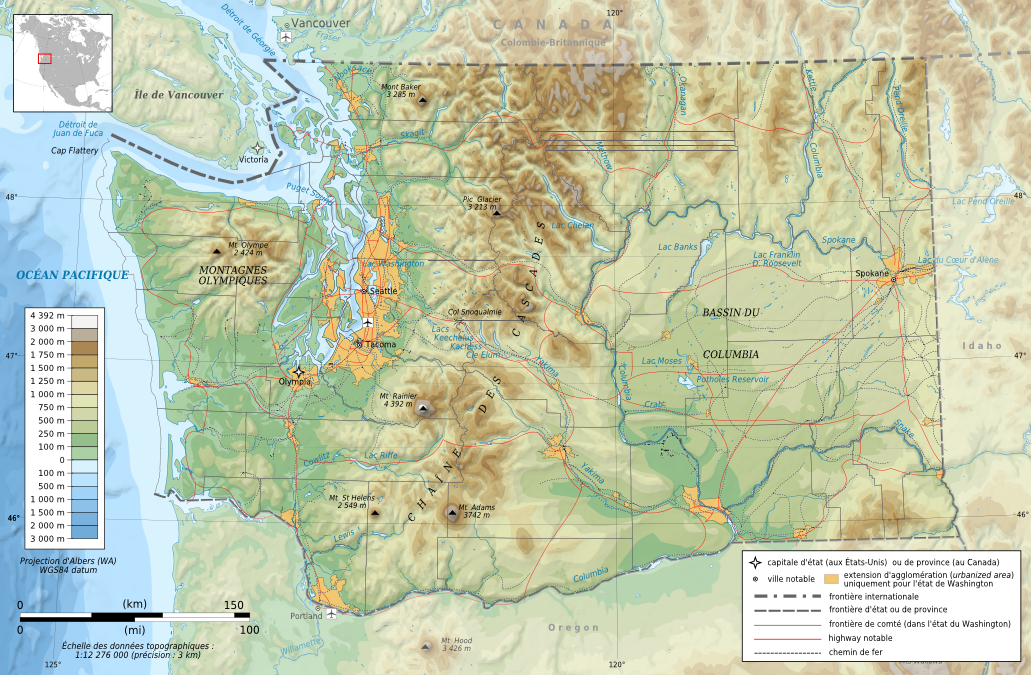
Mappa topografica dello stato di Washington e del confine con il Canada. Si evidenziano i tre centri urbani di Portland, Seattle e Vancouver, che si ritiene formino un'unica "megacittà".

Gran parte della popolazione del Nord-ovest Pacifico è concentrata nel corridoio Portland Seattle-Vancouver. Questa area è vista a volte come una megacittà (nota anche come conurbazione, agglomerato, o megalopoli). Questa "megacittà" si allunga lungo l'Interstatale 5 negli stati dell'Oregon e del Washington lungo la Autostrada 99 nella provincia della Columbia britannica. Nel 2004, le popolazioni combinate della regione delle Basse Terre Continentali (Lower Mainland) (che include la Grande Vancouver, l'area metropolitana di Seattle e l'area metropolitana di Portland) totalizzavano intorno a 8 milioni di persone. Tuttavia, oltre la megacittà, salvo poche eccezioni, la regione del PNW è caratterizzata da una distribuzione della popolazione con densità relativamente bassa. Altre regioni con maggiore densità di popolazione fuori da questo corridoio comprendono la Valle di Okanagan all'interno della Columbia Britannica (circa 350.000 persone concentrate intorno alla città di Kelowna, che ha quasi 200.000 persone) e la grande Spokane (quasi mezzo milione). Grandi aree geografiche hanno soltanto una città di dimensioni medie o piccole come centro regionale (spesso la sede della contea) con città e cittadine minori sparse intorno. Vaste aree della regione hanno una popolazione scarsa o del tutto assente, in gran parte a causa della presenza di estese montagne e foreste, e di altipiani che contengono estesi terreni sia agricoli che di pascolo, gran parte dei quali è protetta dallo sviluppo mediante grandi parchi e riserve forestali, o per mezzo di regole di tutela del territorio che consentono solo l'uso tradizionale della terra in alcune zone. Ad esempio, tutte le città all'interno della porzione di California inclusa nel Nord-ovest Pacifico hanno una popolazione minore di 100.000 abitanti, e in quella sezione dello stato esistono milioni di acri di riserve forestali e parchi nazionali.

### Città più popolose del Nord-ovest Pacifico
| Città           | Stato/Provincia     | Popolazione | Area metropolitana |
| --------------- | ------------------- | ----------- | ------------------ |
| Seattle         | Washington          | 668.342     | 3.905.026          |
| Portland        | Oregon              | 639.863     | 2.424.955          |
| Vancouver       | Columbia Britannica | 631.486     | 2.463.431          |
| Surrey          | Columbia Britannica | 517.887     | [ n 1 ]            |
| Burnaby         | Columbia Britannica | 223.218     | [ n 2 ]            |
| Boise           | Idaho               | 223.154     | 691.423            |
| Spokane         | Washington          | 210.721     | 556.634            |
| Tacoma          | Washington          | 198.397     | [ n 3 ]            |
| Richmond        | Columbia Britannica | 190.473     | [ n 4 ]            |
| Vancouver       | Washington          | 161.791     | [ n 6 ]            |
| Eugene          | Oregon              | 156.185     | 351.715            |
| Salem           | Oregon              | 154.637     | 390.738            |
| Bellevue        | Washington          | 136.420     | [ n 7 ]            |
| Abbotsford      | Columbia Britannica | 133.497     | 170.191            |
| Coquitlam       | Columbia Britannica | 126.456     | [ n 8 ]            |
| Kent            | Washington          | 125.560     | [ n 9 ]            |
| Kelowna         | Columbia Britannica | 117.312     | 179.839            |
| Saanich         | Columbia Britannica | 109.752     | [ n 10 ]           |
| Gresham         | Oregon              | 105.594     | [ n 11 ]           |
| Langley         | Columbia Britannica | 104.177     | [ n 12 ]           |
| Everett         | Washington          | 103.019     | [ n 13 ]           |
| Delta           | Columbia Britannica | 99.863      | [ n 14 ]           |
| Renton          | Washington          | 95.448      | [ n 15 ]           |
| Spokane Valley  | Washington          | 94.919      | [ n 16 ]           |
| Hillsboro       | Oregon              | 91.611      | [ n 17 ]           |
| Yakima          | Washington          | 91.067      | 243.231            |
| Beaverton       | Oregon              | 89.803      | [ n 18 ]           |
| Kamloops        | Columbia Britannica | 85.678      | 98.754             |
| North Vancouver | Columbia Britannica | 84.412      | [ n 19 ]           |
| Nanaimo         | Columbia Britannica | 83.810      | 98.021             |
| Nampa           | Idaho               | 81.557      | [ n 20 ]           |
| Bellingham      | Washington          | 80.885      | 201.140            |
| Victoria        | Columbia Britannica | 80.017      | 344.615            |
| Chilliwack      | Columbia Britannica | 77.936      | 92.308             |
| Bend            | Oregon              | 76.639      | 170.705            |
| Maple Ridge     | Columbia Britannica | 76.052      | [ n 21 ]           |
| Kennewick       | Washington          | 76.244      | 268.200            |
| Meridian        | Idaho               | 75.092      | [ n 22 ]           |
| Medford         | Oregon              | 74.907      | 207.010            |

## Politica
Esiste una grande differenza nell'opinione politica che separa i centri urbani più popolati della regione e le aree rurali a ovest delle montagne dalle aree rurali meno popolate a est e nord (in Columbia Britannica e Alaska) di queste. Le aree costiere - specialmente le città di Vancouver, Victoria, Bellingham, Seattle, Tacoma, Olympia, Portland, Corvallis, Eugene e Ashland - sono alcune delle zone più politicamente liberali dell'America settentrionale, e appoggiano regolarmente candidati e cause di sinistra con maggioranze significative, mentre l'interno e il nord tendono ad essere più conservatori e appoggiano consistentemente candidati e cause di destra. Nelle elezioni presidenziali del 2008 in Alaska, mentre il senatore John McCain vinse lo stato per più di 20 punti, l'allora senatore Barack Obama vinse la competizione nel sud-est dell'Alaska, anche se per un margine molto piccolo. È importante notare che la destra religiosa ha di gran lunga meno influenza nella regione che in altri luoghi degli Stati Uniti, anche se è molto forte nella Valle de Fraser, e anche che certe aree dell'interno della Columbia Britannica, particolarmente il Kootenay occidentale e alcune aree dell'Isola di Vancouver e della costa, hanno lunghe storie di attivismo lavorativo, sociale e ambientale.

### Movimenti indipendentisti del Nord-ovest Pacifico

Bandiera non ufficiale della Cascadia.

Durante gli ultimi decenni, una piccola ma rumorosa minoranza è andata cercando l'indipendenza del Nord-ovest Pacifico dell'America settentrionale, chiedendo che gli stati di Washington e Oregon e la provincia della Columbia Britannica si separino e formino un nuovo paese, chiamato Cascadia. Altri fautori della formazione della Cascadia hanno chiesto l'inclusione del nord della California, del sud dell'Alaska, dell'Idaho e dell'ovest del Montana.
Il sostegno per questo movimento continua ad essere sconosciuto, ma uno studio del Western Standard nel 2005 trovò che un 35,7% degli intervistati nella Columbia Britannica e un 42% nell'Alberta sosterrebbero di prendere in considerazione una separazione dal Canada. Mentre è difficile misurare il sostegno specifico nel Washington e nell'Oregon dato che non si è realizzata nessuna indagine in questi stati, un'inchiesta a livello nazionale di Zogby International nel 2008 scoprì che un 22% di Statunitensi sostenevano la decisione di una regione o stato di abbandonare gli Stati Uniti in forma pacifica, la cifra più alta dalla Guerra Civile. Tuttavia, nessuno di questi studi menziona specificamente la formazione di una Cascadia indipendente. Il movimento fu molto discusso negli anni 1990, e sebbene l'incremento della sicurezza e il nazionalismo statunitense dopo l'11 settembre abbiano ritardato un poco l'impulso del movimento, il concetto ha continuato ad essere inculcato nella società e nell'opinione pubblica e fu incluso nella lista della rivista Time del 2011 delle "10 principali possibili nazioni", anche se la rivista osservò che "ha poche probabilità di avere successo".
Gli ipotetici nuovi stati proposti dai movimenti indipendentisti del Nord-ovest Pacifico sono i seguenti:
- Cascadia
- Jefferson
- Lincoln
- Territorio del nord-ovest

## Economia
Tra le principali attività economiche del Nord-ovest Pacifico sono da ricordare:
- Agricoltura (frutta, patate, formaggio di Tillamook cheese, latticini, vino, ortaggi, frumento, luppoli delle Cascate, orzo, nocciole)
- Aerospazio (unità della Boeing Commercial Airplane, Air Canada, Alaska Air, CHC Helicopter, Esterline, Glasair Aviation)
- Diversificate (Jim Pattison Group, Finning, Washington Marine Group)
- Industria dell'intrattenimento (cinema e televisione, Lions Gate Entertainment, Lionsgate Studios, Lionsgate Television, Vancouver Film Studios, Bridge Studios)
- Finanza e banca (RBC, HSBC Bank Canada, Russell Investments, Umpqua Holdings Corporation)
- Silvicoltura (Weyerhaeuser, Canfor, Tolko, Boise Cascade, The Teal-Jones Group, Humboldt and Mendocino Redwood Companies, Green Diamond Resource Company)
- Pesca e inscatolamento (salmone, halibut, aringa, geoduck e altre vongole, granchio, riccio di mare, ostrica)
- Alta tecnologia e commercio elettronico (Microsoft, Intel, F5 Networks, Nintendo of America, Nintendo of Canada, Tektronix, Amazon.com, Expedia, Ballard Power Systems, MacDonald Dettwiler, EA Canada, Cymax Stores, Micron Technology, Electronic Arts, Ballard Technologies)
- Energia idroelettrica (Diga della Grand Coulee, Diga di Bonneville, BC Hydro)
- Vendita al dettaglio di massa (London Drugs, Costco, Blenz, Starbucks, Tullys, Nordstrom, Zumiez, Albertsons)
- Microbirrifici (BridgePort, Deschutes, Lost Coast Brewery, MacTarnahan's, Nelson, Ninkasi, Pyramid, Widmer Brothers, Yukon)
- Estrazione mineraria (Goldcorp, Teck Resources)
- Turismo all'aria aperta (sci alpino, snowboard, escursionismo, kayak, rafting, pesca, mountain biking, sport acquatici)
- Calzature & abbigliamento (Nike, Adidas North America, Columbia, R.E.I., Lululemon, Eddie Bauer, Mountain Equipment Co-op)
- Marketing immobiliare & sviluppo/costruzione di proprietà immobiliare.

La fusione di alluminio era un tempo una parte importante dell'economia della regione data l'abbondanza di energia idroelettrica a buon mercato. L'energia idroelettrica generata dalle dighe idroelettriche sul fiume Columbia alimentava almeno dieci fonderie di alluminio durante la metà del XXX secolo. Entro la fine della Seconda guerra mondiale queste fonderie stavano producendo oltre un terzo dell'alluminio degli Stati Uniti. La produzione salì durante gli anni 1950 e 1960, poi declinò. Entro il primo decennio del XXI secolo l'industria dell'alluminio nel Nord-ovest Pacifico era essenzialmente defunta. La fonderia dell'Alcan a Kitimat continua la sua attività ed è alimentata dalla deviazione del fiume Nechako (un affluente del Fraser) verso una centrale elettrica a Kemano, vicino a Kitimat.
Nella regione nel complesso, ma specialmente in parecchie aree specifiche sono concentrate zone ad alta tecnologia: i sobborghi orientali di Seattle e l'area della Silicon Forest di Portland nel Washington, e Vancouver nella Columbia Britannica. Queste aree sono anche i motori economici dominanti delle "classi creative", alimentando fiorenti settori culturali, e includono la presenza di molti lavoratori della conoscenza e di numerose imprese internazionali di pubblicità, media e progettazione.

## Cultura
Sebbene la cultura dominante nel Nord-ovest Pacifico sia oggi anglo-americana, anglo-canadese e scandinavo-americana, vi è una significativa influenza messicana e cinese. Il 23% di Vancouver è cinese e il 50% dei residenti della Città di Vancouver non parla inglese come prima lingua. Parti dell'Oregon e del Washington sono bilingui sia in inglese sia in spagnolo, e la cultura nativa americana è forte in tutto il Nord-ovest Pacifico. Anche il movimento hippie cominciò in California e nel Nord-ovest Pacifico.
Come accennato nella sezione "Movimenti indipendentisti del Nord-ovest Pacifico", ci sono state proposte perché certi parti del Nord-ovest Pacifico divengano un paese a sé stante data l'ecoregione e la cultura condivisa, la più nota di tutte essendo il movimento per la Cascadia. Tuttavia, la regione è divisa dal confine internazionale, e questa divisione è diventata più potente nel corso del XX secolo. Carl Abbott sostiene che, dati i fattori gemelli della limitata integrazione economica rispetto al NAFTA e le somiglianze culturali, egli vede le principali città "andare lungo strade separate" come entrate del commercio tra est e ovest, competere l'una con l'altra, piuttosto che formare connettori nord-sud di una "megaregione" sperimentale.
L'uso di cannabis è relativamente popolare, specialmente intorno a Vancouver, Bellingham, Seattle, Olympia, Spokane, Portland ed Eugene. Parecchie di queste giurisdizioni hanno reso gli arresti per detenzione di cannabis una priorità minore. La marijuana a uso medicinale è legale nella Columbia Britannica, nel Washington e nell'Oregon, nonché in Alaska, benché questo stato ne proibisca la vendita e non abbia distributori autorizzati, e nello Yukon, sebbene meno di 50 residenti del territorio siano autorizzati a usare marijuana medicinale e non vi sia nessun distributore legale dentro i suoi confini. A partire dal 6 dicembre 2012, il possesso di meno di un'oncia (28,35 grammi) di marijuana per uso ricreativo da parte di persone maggiori di 21 anni divenne legale nello stato di Washington come risultato del referendum statale conosciuto come Iniziativa 502, approvato dagli elettori dello stato il 6 dicembre 2012, con un margine di dieci punti. A partire dal 1º luglio 2015, l'uso ricreativo della marijuana fu legalizzato anche in Oregon.

### Ambientalismo
L'ambientalismo è importante in tutta la regione, specialmente a ovest della Catena delle Cascate. Servizi attenti ai problemi ambientali come il riciclo e il trasporto pubblico sono diffusi, soprattutto nelle aree più popolose. Un'analisi statistica del 2007 fece una graduatoria delle 50 città più verdi degli Stati Uniti, collocando Portland (Oregon) al primo posto, Eugene (Oregon) al quinto e Seattle (Washington) all'ottavo. La regione nel suo complesso è conosciuta anche per la sua cultura della bicicletta come mezzo di trasporto alternativo; Portland è considerata la seconda città più amichevole per le biciclette al mondo. Portland è anche il centro di produzione delle biciclette più importante degli Stati Uniti; in totale generò oltre 68 milioni di dollari di ricavi solo nel 2007. Seattle (Washington) si è anche guadagnata una reputazione per i suoi contributi al trasporto pubblico con il sistema di transito dello Stretto di Puget (Puget Sound Transit system), che comprende un sistema di metropolitana leggera e un tasso di pendolari del 38.9% nel 2011. Politicamente, il Nord-ovest Pacifico è coinvolto attivamente negli sforzi ambientali. L'organizzazione internazionale Greenpeace nacque a Vancouver nel 1970 come parte di un grande movimento pubblico di opposizione nella Columbia Britannica alle prove delle armi nucleari statunitensi sull'Isola di Amchitka nelle Aleutine. Politici liberali e conservatori della regione, come l'ex senatore statunitense Slade Gorton (R-WA) e democratici moderati come l'ex Presidente della Camera Tom Foley (D-WA), sono stati importanti promotori di misure conservatrici per la protezione ambientale. Seattle in particolare è anche la sede di un gran numero di pubblicazioni e istituzioni che si occupano dell'ambiente e della sostenibilità, includendo sia Worldchanging che Grist.org, le due più grandi riviste verdi in linea degli Stati Uniti. Il Nord-ovest Pacifico è famoso anche per un gran numero di circoli di giardinaggio, avendo un festival annuale dei fiori a Victoria in febbraio.
Il gruppo di intervento diretto per la protezione oceanica conosciuto come Sea Shepherd Conservation Society ha la sua sede centrale a Friday Harbor sull'Isola di San Juan.
Nella Columbia Britannica gli ambientalisti lottarono per proteggere la Baia di Clayoquot negli anni 1989 e 1990. Più recentemente la provincia ha acconsentito a misure di protezione ambientale nella Foresta pluviale di Great Bear.

### Musica
Il Nord-ovest Pacifico dell'era moderna è conosciuto per la musica indie, specialmente il grunge, il rock alternativo e il metal nonché per le tradizioni storicamente forti della musica popolare e della world music. Molti stili sono associati all'etichetta indipendente Sub Pop. Recentemente la regione ha ottenuto attenzione anche per la sua musica hip hop. KEXP.org è una popolare stazione radio pubblica di musica indie, nota a livello nazionale e con sede a Seattle. Tra i più grandi festival musicali ci sono il Merritt Mountain Music Festival, il Vancouver Folk Music Festival, il Sasquatch! Music Festival a George (Washington), il Bumbershoot di Seattle e il MusicfestNW di Portland. Il Waterfront Blues Festival di Portland è il più grande festival a base di blues a ovest del fiume Mississippi.
Artisti locali che diventarono innovative rock band dei loro tempi includono Jimi Hendrix, i Nirvana, i Pearl Jam, i Soundgarden, gli Alice in Chains, i Foo Fighters e le Sleater-Kinney. Ma la storia del rock del Nord-ovest può essere fatta risalire alla metà degli anni 1950 e agli anni 1960 con band quali The Sonics, The Ventures, The Kingsmen e Paul Revere and the Raiders.

### Cucina
La cucina dell'area include il salmone selvaggio, i mirtilli, un'ampia varietà di cucine asiatiche e frutti, ortaggi e formaggi di produzione locale.
La cucina cinese, giapponese, coreana, italiana, messicana e greca sono prevalenti in tutto il Nord-ovest, e riflettono la presenza storicamente forte di quelle comunità nell'industria della ristorazione locale. I ristoranti teriyaki sono particolarmente comuni nell'area di Seattle. Trattorie che offrono cucina persiana, fusion asiatica e indocanadese sono comuni in tutta la Grande Vancouver, come anche ristoranti di specialità etniche di tutti i tipi. Ingredienti etnici che vanno dai pieroghi surgelati ai dim sum surgelati soni comuni nella maggior parte dei supermercati di queste comunità.
Le birre artigianali e i vini di qualità di fabbricazione locale provenienti da varie aree vinicole all'interno della regione sono popolari tra bevitori e commensali. Le brezze costiere e delle latitudini settentrionali creano un clima che attira riconoscimenti internazionali per i suoi vigneti e le sue aziende vinicole, per la maggior parte a conduzione familiare.
Portland è un importante centro dei microbirrifici d'America, ed è la sede della Widmer Brothers Brewery.

### Sport

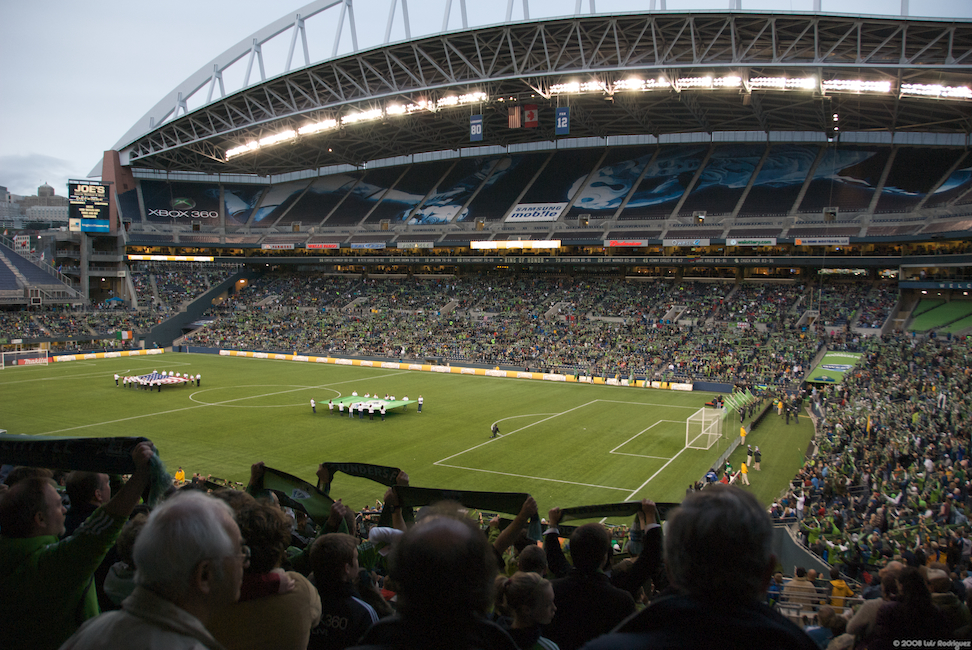
CenturyLink Field, sede dei Seattle Seahawks e dei Sounders FC

Sci, snowboard, ciclismo, alpinismo, escursionismo, campeggio, caccia, pesca, nautica da diporto e sport acquatici sono attività all'aperto molto popolari nel Nord-ovest Pacifico. Vancouver, Seattle, Tacoma, Portland, e Spokane sono la sede di numerose squadre sportive professionistiche, inclusi i BC Lions, i Vancouver Canucks, Vancouver Canadians, i Vancouver Whitecaps FC, i Vancouver Stealth, i Seattle Mariners, i Seattle Seahawks, i Seattle Sounders FC, i Seattle Reign FC, i Seattle Storm, i Seattle Kraken, gli Everett Aquasox, i Tacoma Rainiers, i Portland Trail Blazers, i Portland Timbers, i Portland Thorns FC, gli Hillsboro Hops, i Salem-Keizer Volcanoes, gli Eugene Emeralds e gli Spokane Indians.
La regione ha tre squadre nella Major League Soccer, 1ª Divisione, il massimo campionato della Federazione calcistica degli Stati Uniti d'America (USSF): i Whitecaps FC, i Sounders FC e i Timbers. Tutte e tre le squadre disputano partite da tutto esaurito e competono annualmente per la Cascadia Cup. Anche la USL Premier Development League (il massimo campionato dilettantistico), 4ª Divisione, della USSF ha sette squadre nella Divisione Nord-occidentale. In aggiunta a tutto questo la regione ha la propria squadra rappresentante (non FIFA) che si è unita ufficialmente al NF-Board nel 2013 per partecipare ad amichevoli e alla VIVA World Cup.
Vancouver ospita una lega a 4 squadre di football australiano, la British Columbia Australian Football League, una delle varie leghe canadesi di football australiano.
L'hockey su ghiaccio è lo sport più popolare tra gli spettatori nella Columbia Britannica, con i Vancouver Canucks della NHL che sono la squadra professionistica più famosa, sebbene anche i Vancouver Giants della Western Hockey League abbiano un forte seguito. Inoltre, dal 2021 anche Seattle ospita una squadra di hockey della NHL, i Seattle Kraken. I BC Lions della CFL (la Canadian Football League, ossia la massima federazione professionistica del football canadese) sono considerati la seconda squadra più popolare di Vancouver, sebbene il calcio e i Whitecaps FC siano venuti crescendo in popolarità negli anni recenti. L'hockey sta lentamente guadagnando popolarità anche a sud della frontiera, con i Portland Winterhawks.
I seguaci della squadra di pallacanestro dei Portland Trail Blazers si riferiscono a sé stessi come il Sesto Uomo, mentre Blazermania si riferisce alla straordinaria dedizione che i fan hanno mostrato alla squadra. A Seattle molti fan sono ancora sconvolti per il trasloco dei Seattle SuperSonics, mentre i tifosi della squadra di football dei Seattle Seahawks sono noti ufficialmente come il 12º Uomo. E i gruppi di tifosi (cioè gli Emerald City Supporters, i Timbers Army, e i Vancouver Southsiders) delle tre squadre della MLS della regione sono rinomati per la loro passione e la loro dedizione alle proprie squadre.
La sola pista NASCAR nella regione di Seattle / Portland è Evergreen Speedway, la più grande pista corta a ovest del fiume Mississippi e ha ospitato molti dei piloti di punta della NASCAR. Con tre piste ovali, una pista a forma di otto e diverse varianti per il tracciato delle strade, la Evergreen Speedway gestisce eventi tutto l'anno. La Evergreen Speedway ospita le NASCAR Whelen All American Series, le NASCAR K&N Pro Series West, i National Figure Eight Events, l'USAC, il SCCA, più i Touring Groups e il Formula Drift.
Nel Washington e nell'Oregon, molti residenti seguono con passione gli sport universitari. Nel Washington, i principali programmi di atletica universitaria della NCAA Division I (il massimo campionato interuniversitario di atletica degli Stati Uniti) sono gli University of Washington Huskies e i Washington State Cougars. Nell'Oregon i principali programmi sono lo University of Oregon Ducks e gli Oregon State Beavers. Tutti e quattro questi programmi sono membri della Pac-12 Conference e competono tra loro in una varietà di sport. Queste università sono tutte considerate rivali l'una dell'altra, particolarmente in college football. Le più significative di queste rivalità sono la partita Oregon-Washington, la partita Washington-Stato di Washington, nota anche come la Apple Cup ("Coppa delle Mele", chiamata così per la notorietà del Washington per la produzione di mele) e la partita Oregon-Stato dell'Oregon nota anche come la Civil War ("Guerra Civile"). Come negli sport professionistici, i fan dei college nel Nord-ovest Pacifico sono noti per essere particolarmente appassionati verso le loro squadre. Sia l'Husky Stadium (dove i Washington Huskies giocano a football) sia l'Autzen Stadium (dove gli Oregon Ducks giocano a football) si sono guadagnati le reputazioni per il rumore assordante, malgrado non siano le più grandi delle arene di college football. L'Husky Stadium detiene attualmente il primato per il più forte rumore del pubblico nella storia della NCAA a 130 decibel, mentre l'Autzen Stadium detiene attualmente il primato per il 4º posto in questa particolare classifica a 127 decibel.

### Videogiochi
Seattle è considerata dalla rivista Digital Trends la principale città di videogiochi in America, un possibile indicatore dei tassi marcatamente più alti dell'uso di videogiochi in tutto il Nord-ovest Pacifico in generale. Le principali compagnie con sede nella regione includono la Microsoft (area metropolitana di Seattle), la Microsoft Canada (Vancouver), la Nintendo of America (area metropolitana di Seattle), la Nintendo of Canada (Vancouver) e i fabbricanti di videogiochi Electronic Arts (Vancouver) e PopCap (Seattle); ci sono poi la Valve Corporation, la Bungie e la Sucker Punch Productions (sussidiaria della Sony), tutte e tre ubicate nell'area metropolitana di Seattle.

### Demografia
Nel lato statunitense della regione, i Latinos costituiscono una grande porzione della forza lavoro agricola ad est della Catena delle Cascate, e sono una presenza crescente nella forza lavoro generale a ovest delle Cascate. Gli Afroamericani sono meno numerosi nel Nord-ovest Pacifico; tuttavia, la popolazione afroamericana complessiva è andata crescendo in altre aree urbane minori in tutta la regione, come Spokane e Eugene. Gli Afroamericani tendono a concentrarsi nelle aree urbane occidentali come Tacoma, Seattle sud e Portland. Nondimeno, la popolazione nera ha una larghissima presenza nei quartieri Hilltop e South Tacoma di Tacoma, nei quartieri Central District e Rainier Valley di Seattle, e nel Quadrante Nord-occidentale di Portland. Ci sono numeri crescenti anche a Vancouver, particolarmente Africani, Giamaicani e neri degli Stati Uniti. Entro il primo decennio del XXI secolo, molti Asiatici cominciavano a trasferirsi dai loro quartieri tradizionali nei sobborghi della classe media, benché alcuni abbiano espresso la preoccupazione di preservare le comunità storiche, particolarmente a Vancouver. La Columbia Britannica ha la presenza asiatica pro capite più alta in America settentrionale, con il 10% della sua popolazione totale che è di discendenza cinese, oltre ad avere grandi numeri di Sud-Asiatici, Filippini e altri. La presenza asiatica nella sezione statunitense del Nord-ovest Pacifico è relativamente più piccola, con il Washington che è lo stato con la maggiore presenza di asiatici di tutti i tipi (circa l'8%), seguito dall'Oregon e dall'Idaho. Questo si deve alle quote di immigrazione al livello federale, perché sebbene il Canada abbia un decimo della popolazione degli Stati Uniti, riceve un quarto degli immigranti del suo vicino settentrionale.
Seattle e Spokane hanno avuto sindaci afroamericani, mentre lo stato di Washington elesse un governatore cinoamericano durante gli anni 1990, Gary Locke.
I cittadini della Columbia Britannica di molte etnie hanno avuto partecipazioni importanti in tutti i livelli della politica e del governo, e la provincia è stato il luogo di molti "primi" nella storia politica del Canada, inclusi il primo Primo Ministro non bianco della provincia, Ujjal Dosanjh (che è indocanadese), e il primo Governatore asiatico della Columbia Britannica, l'on. David Lam. Il Governatore dal 2007 al 2012, Steven Point, era di origine aborigena, essendo stó:lō (il tipo dominante di Salish della costa nelle Basse Terre Continentali della Columbia Britannica) from the Chilliwack area. La leader del partito di opposizione tra il 2005 e il 2011, l'NDP, fu Carole James, di parziale origine métis. Il governatore coloniale James Douglas era lui stesso mulatto di estrazione guyanese e sua moglie era di origine cree.

### Lingua
La maggioranza degli statunitensi e dei canadesi considerano l'accento dell'inglese del Nord-ovest Pacifico "neutrale", benché indistinto dai dialetti medio-occidentali che alcuni credono che tipizzino la parlata statunitense. Esso possiede la fusione delle vocali basse posteriori (o fusione cot-caught). L'accorciamento dei dittonghi tipico dell'inglese canadese si presenta nella Columbia Britannica allo stesso modo che in alcuni parlanti del Washington, ma in modo meno marcato che in altre parti del Canada. Anche la mutazione vocalica tipica dell'inglese californiano è comune nella parlata della regione.
Il gergo chinook era un pidgin o lingua commerciale stabilita tra gli abitanti indigeni della regione. Dopo il contatto con gli Europei, parole francesi, inglesi e cree entrarono nella lingua, e "alla fine il chinook divenne la lingua franca per quasi 250.000 persone lungo la Scarpata del Pacifico dall'Alaska all'Oregon." Il gergo chinook raggiunse il massimo del suo uso nel XIX secolo, ma continuò ad essere usato nelle aree più remote e dove si producevano risorse, particolarmente ma non esclusivamente per i Nativi americani e le persone delle Prime Nazioni canadesi, nel pieno del XX secolo. Oggi la sua influenza si sente per lo più nei nomi di luogo e in una manciata di termini di slang, particolarmente la parola skookum (letteralmente "forte, mostruoso"), che continua ad essere un tratto distintivo delle persone cresciute nella regione.
Oltre all'inglese e alle lingue indigene, il cinese è stato comune fin dalle corse all'oro della metà del XIX secolo, più particolarmente nella Columbia Britannica. A partire dagli anni 1980 il toishan, un dialetto yue basato sul cantonese predominante nell'area, è stato sostituito dal cantonese e dal mandarino comuni a causa dell'immigrazione su vasta scala dall'Asia. Anche il punjabi è comune a Vancouver, che presenta comunità sikh molto grandi provenienti dall'India. Si parla anche spagnolo in alcune parti dell'Oregon e del Washington nelle comunità messicane, sia tra gli immigrati recenti che nelle comunità più antiche.

### Spiritualità e religione
Il Nord-ovest Pacifico ha il più basso tasso di frequentazione delle chiese negli Stati Uniti e riferisce costantemente la più alta percentuale di ateismo; questo è molto pronunciato nella parte della regione ad ovest delle Cascate. Un recente studio indica che un quarto dei residenti del Washington e dell'Oregon non credono in nessuna religione. Similmente, secondo il National Household Survey (Rilevamento nazionale delle famiglie, il 44% dei residenti della Columbia Britannica non riferiva nessuna religione.
La religione gioca una parte minore nel Nord-ovest Pacifico che nel resto degli Stati Uniti. La destra religiosa ha considerevolmente meno influenza politica che in altre regioni. I conservatori politici nel Nord-ovest Pacifico tendono a identificarsi con i valori libertari del libero mercato più fortemente che con i conservatori sociali più religiosi.
Detto questo, tre della quattro maggiori organizzazioni di beneficenza internazionali della regione sono di natura religiosa: Northwest Medical Teams International, World Concern, World Vision International e Mercy Corps. Questo fa parte di una lunga tradizione di attivismo religioso. Il Gruppo di Skid Road, un rifugio che offre pasti e sermoni ai disoccupati e recupera gli alcolisti, fu lanciato a Vancouver, con l'Esercito della salvezza che ha radici profonde nel quartiere di Gastown, risalenti all'era della costruzione dealla Canadian Pacific Railway (anni 1880) e acquistò importanza negli stessi centri durante la corsa all'oro del Klondike.
La regione è conosciuta anche come una calamita che attrae un'ampia gamma di sistemi di credenze filosofiche e religiose. Le credenze spirituali orientali sono state adottate da un numero di persone insolitamente alto (per gli standard nordamericani), e il buddhismo tibetano in particolare ha un forte seguito locale. L'Associazione culturale tibetana del Nord-ovest, che proclamava di essere la più grande organizzazione del suo genere al mondo, fu fondata a Portland in 1993.
La regione ospita molte peculiari comunità cristiane, che vanno dai Duchobory ai Mennoniti. Il Mennonite Central Committee Supportive Care Services ("Servizi per le cure di sostegno del Comitato centrale mennonita") ha sede ad Abbotsford (Coulmbia Britannica). I Comitato centrale mennonita e il Servizio mennonita per le calamità naturali godono di elevati tassi di partecipazione e donazioni dalla forte comunità mennonita della Valle del Fraser nella Columbia Britannica. I Duchobory, la cui chiesa è l'Unione delle Comunità spirituali di Cristo, sono una setta anabattista russa la cui migrazione in Canada fu aiutata dal conte Lev Tolstoj e che sono oggi concentrati nelle regioni del Kootenay occidentale e del Boundary nella Columbia Britannica sud-occidentale. La loro storia in Canada include una resistenza all'educazione statale e allo sviluppo industriale. Inoltre, all'interno della regione c'è una rappresentanza alquanto forte di chiese ortodosse (greche, russe, serbe e altre), come pure della Chiesa greco-cattolica ucraina. Tra le sedi religiose nel Nord-ovest Pacifico si trovano le province ecclesiastiche della Chiesa cattolica di Portland, Seattle e Vancouver, la Provincia 8 della Chiesa episcopale degli Stati Uniti d'America, la Provincia ecclesiastica della Columbia Britannica e dello Yukon della Chiesa anglicana, e le diocesi suffraganee che compongono queste province.
Insegnamenti yogici, sufismo, credenze tribali e antiche e altre filosofie sono ampiamente studiate e apprezzate nella regione. La regione sud (Lower Mainland) della Columbia Britannica ha una comunità sikh molto numerosa. L'Oregon ha una notevole popolazione quacchera (Società degli Amici). C'è stata una crescita importante dei templi buddhisti cinesi a partire dagli 1980 a causa dell'aumento dell'immigrazione dall'Asia orientale, specialmente a Vancouver.
Anche a Vancouver, esiste una piccola popolazione induista, alcuni Parsee (Zoroastriani), e una crescente popolazione musomana proveniente dall'Asia meridionale, dal Medio Oriente, dall'Africa, dai Balcani e dal Sud-est asiatico, tra gli altri.
Alcune persone nell'area seguono anche religioni alternative, come la spiritualità New Age e il neopaganesimo. Una chiesa del Nuovo Pensiero chiamata Centro di arricchimento vivo con 4.000 membri fu ubicata a Wilsonville (Oregon) dal 1992 al 2004.
- Brother XII (pseudonimo di Edward Arthur Wilson) gestì una controversa comunità nelle Isole del Golfo della Columbia Britannica all'inizio del XX secolo
- Gli Emissari della Luce Divina sono una presenza notevole nella regione di 100 Mile House (Columbia e hanno anche un grande ashram sul Lago Kootenay, a nord-est di Nelson (Columbia Britannica)
- Gangaji, una maestra spirituale riconosciuta internazionalmente e una discepola di Poonjaji, vive ad Ashland (Oregon)
- I seguaci del guru Rajneesh, i sannyasin, istituirono un centro per le loro credenze e il loro stile di vita vicino ad Antelope (Oregon), che includeva un complesso di ashram nonché, per un periodo, un tentativo di controllare l'economia locale
- La scuola di addestramento dell'essere immortale (secondo l'organizzazione) Ramtha ha la sede a Yelm (Washington)
- Eckhart Tolle, autore di Il potere di adesso (The Power Of Now), vive a Vancouver (Columbia Britannica)
- Neale Donald Walsch, autore di Conversazioni con Dio (Conversations with God) vive ad Ashland (Oregon), dove dirige una casa di riposo
- La Willamette Valley in Oregon ha una grande popolazione di Vecchi credenti russi[108]

### Annotazioni
1. ↑  Parte della Grande Vancouver.|name=VancouverMetro
2. ↑  Parte della Grande Vancouver.|name=VancouverMetro
3. ↑  Parte dell'area metropolitana di Seattle (Seattle-Tacoma-Bellevue, WA MSA).|name=SeattleMSA
4. ↑  Parte della Grande Vancouver.|name=VancouverMetro
5. ↑  anche detta, ufficiosamente, Fort Vancouver; per distinguerla dall'omonima canadese
6. ↑  Parte dell'area metropolitana di Portland (Portland-Vancouver-Hillsboro, OR-WA MSA).|name=PortlandMSA
7. ↑  Parte dell'area metropolitana di Seattle (Seattle-Tacoma-Bellevue, WA MSA).|name=SeattleMSA
8. ↑  Parte della Grande Vancouver.|name=VancouverMetro
9. ↑  Parte dell'area metropolitana di Seattle (Seattle-Tacoma-Bellevue, WA MSA).|name=SeattleMSA
10. ↑  Parte della Grande Victoria.
11. ↑  Parte dell'area metropolitana di Portland (Portland-Vancouver-Hillsboro, OR-WA MSA).|name=PortlandMSA
12. ↑  Parte della Grande Vancouver.|name=VancouverMetro
13. ↑  Parte dell'area metropolitana di Seattle (Seattle-Tacoma-Bellevue, WA MSA).|name=SeattleMSA
14. ↑  Parte della Grande Vancouver.|name=VancouverMetro
15. ↑  Parte dell'area metropolitana di Seattle (Seattle-Tacoma-Bellevue, WA MSA).|name=SeattleMSA
16. ↑  Parte dell'area metropolitana di Spokane (Spokane-Spokane Valley, WA MSA).|name=SpokaneMSA
17. ↑  Parte dell'area metropolitana di Portland (Portland-Vancouver-Hillsboro, OR-WA MSA).|name=PortlandMSA
18. ↑  Parte dell'area metropolitana di Portland (Portland-Vancouver-Hillsboro, OR-WA MSA).|name=PortlandMSA
19. ↑  Parte della Grande Vancouver.|name=VancouverMetro
20. ↑  Parte dell'area metropolitana di Boise (Boise City–Nampa, Idaho Metropolitan Statistical Area (MSA)).|name=BoiseMSA
21. ↑  Parte della Grande Vancouver.|name=VancouverMetro
22. ↑  Parte dell'area metropolitana di Boise (Boise City–Nampa, Idaho Metropolitan Statistical Area (MSA)).|name=BoiseMSA

### Fonti
1. ↑   Interior Savings Centre in Kamloops, British Columbia, su interiorsavingscentre.com. URL consultato il 18 agosto 2010 (archiviato dall'url originale il 12 agosto 2010).
2. ↑   Best Places to Live in Seattle-Tacoma-Bellevue, Washington Metro Area (WA), su bestplaces.net. URL consultato il 18 agosto 2010.
3. ↑   Doing Business In Portland, Oregon, su Business.GOV. URL consultato il 17 ottobre 2017 (archiviato dall'url originale il 10 dicembre 2009).
4. ↑   Statistics Canada: Population of census metropolitan areas, su www40.statcan.gc.ca (archiviato dall'url originale il 24 maggio 2011).
5. 1 2 3 4 5   Ken S. Coates, 1. Border Crossings, in John M. Findlay e Ken S. Coates (a cura di), Parallel Destinies: Canadian-American Relations West of the Rockies, University of Washington, 2002,  pp. 3-5, ISBN 978-0-295-98252-6. URL consultato il 14 febbraio 2010.
6. 1 2   Map of Cascadia, su sightline.org. URL consultato il 19 febbraio 2011.
7. ↑   Carlos A. Schwantes, The Pacific Northwest: an interpretive history, University of Nebraska Press, 1º gennaio 1996,  pp. 1-2, ISBN 978-0-8032-9228-4. URL consultato il 14 dicembre 2010.
8. ↑   Kent D. Richards, In Search of the Pacific Northwest: The Historiography of Oregon and Washington, in Pacific Historical Review, vol. 50, n. 4, University of California Press, novembre 1981,  pp. 415-443, JSTOR 3639158.
9. 1 2   Derek Hayes, Historical atlas of the Pacific Northwest: maps of exploration and discovery: British Columbia, Washington, Oregon, Alaska, Yukon, Sasquatch Books, 1999, ISBN 978-1-57061-215-2. URL consultato il 12 luglio 2012.
10. ↑  Vedi, per esempio, questa  mappa (JPG). URL consultato il 17 ottobre 2017 (archiviato dall'url originale il 27 luglio 2011).dell'EPA (Agenzia per la protezione dell'ambiente) statunitense.
11. ↑   Dean Apostol, Marcia Sinclair e Society for Ecological Restoration International, Restoring the Pacific Northwest: the art and science of ecological restoration in Cascadia, Island Press, 2006,  p. 24, ISBN 978-1-55963-078-8. URL consultato il 14 dicembre 2010.
12. ↑   Todd A. Surovell, Simulating Coastal Migration in New World Colonization, in Current Anthropology, vol. 44, n. 4, Wenner-Gren Foundation for Anthropological Research, 2003,  pp. 580-91, DOI:10.1086/377651, ISSN 1537-5382 (WC · ACNP), JSTOR 10.1086/377651. (Registrazione richiesta.
13. ↑   Majid Al-Suwaidi, A Multi-disciplinary Study of Port Eliza Cave Sediments and Their Implications for Human Coastal Migration, Library and Archives Canada (Bibliothèque et Archives Canada), 2006, ISBN 0-494-03299-5. URL consultato il 17 ottobre 2017 (archiviato dall'url originale il 29 febbraio 2020).
«... A multi-disciplinary study at Port Eliza cave on Vancouver Island has refined the timing and character of late Wisconsinan environments and has significant implications for the human Coastal Migration Hypothesis ...»
14. ↑   Ancient site of human activity found on Oregon coast, su oregonstate.edu, Oregon State University, 6 novembre 2002. URL consultato il 17 ottobre 2017 (archiviato dall'url originale l'8 dicembre 2015).
15. ↑   Loren G. Davis, New Support for a Late-Pleistocene Coastal Occupation at the Indian Sands Site, Oregon (PDF), su Archaeology: North America, vol. 25, 2008,  pp. 74-76.
16. ↑   Nina G. Jablonski, The First Americans: The Pleistocene Colonization of the New World, University of California Press, 2002, ISBN 0-940228-50-5.
«... Recent discoveries and events have breathed new life into the coastal migration theory, which suggests just the opposite of the ice-free corridor hypothesis—that maritime peoples first traveled around the North Pacific Coast then followed river valleys leading inland from the sea. Having a coastal route available, however, does not prove that such a maritime migration took place. Archaeological evidence for early boat use from islands along the western margin of the Pacific may support the idea that such a journey was technologically feasible, but archaeological data from the Pacific coast of North and South America are presently ambiguous about the origins of the earliest coastal occupants. ...»
17. ↑   Christy G. Turner, Three ounces of sea shells and one fish bone do not a coastal migration make, in American Antiquity, vol. 68, n. 2, Society for American Archaeology, 2003,  pp. 391-395, DOI:10.2307/3557086, JSTOR 3557086.
18. ↑   Jared Diamond, Guns, Germs, and Steel: The Fates of Human Societies, W. W. Norton, 1999,  p. 90, ISBN 978-0-393-06922-8. URL consultato il 14 maggio 2013.
19. 1 2   Timothy Pauketat, The Oxford Handbook of North American Archaeology, Oxford University Press, 2012,  pp. 160–162, 167, ISBN 978-0-19-538011-8. URL consultato il 14 maggio 2013.
20. ↑   Marvin Harris, Cultural Materialism: The Struggle for a Science of Culture, Rowman Altamira, 2001,  p. 85, ISBN 978-0-7591-0135-7. URL consultato il 14 maggio 2013.
21. ↑   Timothy Pauketat, The Oxford Handbook of North American Archaeology, Oxford University Press, 2012,  pp. 173-175, ISBN 978-0-19-538011-8. URL consultato il 14 maggio 2013.
22. ↑   Gary B. Nash, 1, in Red, White and Black, Los Angeles, Pearson, 2014,  p. 5, ISBN 978-0-205-88759-0.
23. ↑   Max Quanchi e John Robson, Historical dictionary of the discovery and exploration of the Pacific islands, Scarecrow Press, 2005,  pp. 84–85, 207, ISBN 978-0-8108-5395-9. URL consultato il 12 luglio 2011.
24. ↑   Derek Hayes, Historical atlas of the Pacific Northwest: maps of exploration and discovery: British Columbia, Washington, Oregon, Alaska, Yukon, Sasquatch Books, 1999,  p. 16, ISBN 978-1-57061-215-2. URL consultato il 12 luglio 2011.
25. ↑   Vitus Bering Biography Summary, su bookrags.com. URL consultato il 18 agosto 2010.
26. 1 2   Historical Timeline, su ubcic.bc.ca, 13 settembre 2007. URL consultato il 18 agosto 2010 (archiviato dall'url originale l'8 agosto 2010).
27. 1 2 3   Derek Hayes, Historical Atlas of the Pacific Northwest: Maps of exploration and Discovery, Sasquatch Books, 1999, ISBN 1-57061-215-3.
28. ↑   Captain Alexandro Malaspina, su mala.bc.ca, Malaspina University-College. URL consultato il 5 febbraio 2008 (archiviato dall'url originale il 6 febbraio 2012).
29. ↑  Boyer, Paul S. The Enduring Vision: A History of the American People. (Lexington MA 1996), p. 6.
30. ↑   Robert J. Miller, Native America, Discovered and Conquered: Thomas Jefferson, Lewis & Clark, and Manifest Destiny, Greenwood Publishing Group, 2006,  pp. 133-134, ISBN 978-0-275-99011-4.
31. ↑   Fifty-Four Forty or Fight, su geography.about.com, 14 giugno 2010. URL consultato il 18 agosto 2010 (archiviato dall'url originale il 5 dicembre 2010).
32. ↑   The Alaska Boundary Dispute (PDF), su cwilson.com. URL consultato il 18 agosto 2010 (archiviato dall'url originale il 18 dicembre 2008).
33. ↑   J. A. Howe, Fjord Systems and Archives, Geological Society of London, 2010,  pp. 144-150, ISBN 978-1-86239-312-7.
34. ↑   Volcano Seismicity in the Pacific Northwest, su pnsn.org. URL consultato il 18 agosto 2010 (archiviato dall'url originale il 14 agosto 2010).
35. ↑   HESS - Abstract - Updated world map of the Köppen-Geiger climate classification, su hydrol-earth-syst-sci.net, 4 luglio 2010. URL consultato il 18 agosto 2010.
36. ↑   Global Ecological Zoning for the Global Forest Resources Assessment 2000, su fao.org. URL consultato il 18 agosto 2010.
37. 1 2 3 4 5 6 7 8 9 10   U.S. Census Bureau Delivers Washington's 2010 Census Population Totals, su 2010.census.gov, United States Census Bureau, 23 febbraio 2011. URL consultato l'11 luglio 2011 (archiviato dall'url originale il 21 luglio 2011).
38. 1 2 3 4 5 6   Population and Housing Occupancy Status: 2010 - United States -- Metropolitan Statistical Area; and for Puerto Rico, su 2010 United States Census, United States Census Bureau, Population Division, 14 aprile 2011. URL consultato il 12 luglio 2011.
39. 1 2   Bruce Campion-Smith, Canada's population grew 1.7M in 5 years, latest census shows, in Toronto Star, Toronto, 8 febbraio 2017. URL consultato l'8 febbraio 2017.
40. ↑   Surrey, City [Census subdivision], British Columbia and British Columbia [Province], su www12.statcan.gc.ca, Statistics Canada, 2016. URL consultato l'8 febbraio 2017.
41. ↑   Census Profile - Census Subdivision, su www12.statcan.gc.ca, 2.statcan.ca, 1º febbraio 2012. URL consultato il 1º marzo 2012.
42. 1 2   Annual Estimates of the Resident Population: April 1, 2010 to July 1, 2016, su factfinder.census.gov, United States Census Bureau. URL consultato il 26 maggio 2017 (archiviato dall'url originale il 19 ottobre 2016).
43. ↑   Washington population by county - Census 2010: Washington, su data.spokesman.com, The Spokesman-Review. URL consultato il 12 luglio 2011 (archiviato dall'url originale il 14 agosto 2011).
44. ↑   Census Profile - Census Subdivision, su www12.statcan.gc.ca, 2.statcan.ca, 1º febbraio 2012. URL consultato il 1º marzo 2012.
45. 1 2 3 4 5   U.S. Census Bureau Delivers Oregon's 2010 Census Population Totals, su census.gov, United States Census Bureau, 23 febbraio 2011. URL consultato il 31 dicembre 2012.
46. 1 2   Census Profile - Census Subdivision, su www12.statcan.gc.ca, 2.statcan.ca, 1º febbraio 2012. URL consultato il 1º marzo 2012.
47. ↑   Census Profile - Census Subdivision, su www12.statcan.gc.ca, 2.statcan.ca, 1º febbraio 2012. URL consultato il 1º marzo 2012.
48. 1 2   Census Profile - Census Subdivision, su www12.statcan.gc.ca, 2.statcan.ca, 1º febbraio 2012. URL consultato il 1º marzo 2012.
49. ↑   Census Profile - Census Subdivision, su www12.statcan.gc.ca, 2.statcan.ca, 1º febbraio 2012. URL consultato il 1º marzo 2012.
50. ↑   Census Profile - Census Subdivision, su www12.statcan.gc.ca, 2.statcan.ca, 1º febbraio 2012. URL consultato il 1º marzo 2012.
51. 1 2   Census Profile - Census Subdivision, su www12.statcan.gc.ca, 2.statcan.ca, 1º febbraio 2012. URL consultato il 1º marzo 2012.
52. 1 2   Washington population by city - Census 2010: Washington, su data.spokesman.com, The Spokesman-Review. URL consultato il 12 luglio 2011 (archiviato dall'url originale il 14 agosto 2011).
53. 1 2   Census Profile - Census Subdivision, su www12.statcan.gc.ca, 2.statcan.ca, 1º febbraio 2012. URL consultato il 1º marzo 2012.
54. ↑   Census Profile - Census Subdivision, su www12.statcan.gc.ca, 2.statcan.ca, 1º febbraio 2012. URL consultato il 1º marzo 2012.
55. ↑   Census Profile - Census Subdivision, su www12.statcan.gc.ca, 2.statcan.ca, 1º febbraio 2012. URL consultato il 1º marzo 2012.
56. ↑   Census Profile - Census Subdivision, su www12.statcan.gc.ca, 2.statcan.ca, 1º febbraio 2012. URL consultato il 1º marzo 2012.
57. ↑   Census Profile - Census Subdivision, su www12.statcan.gc.ca, 2.statcan.ca, 1º febbraio 2012. URL consultato il 1º marzo 2012.
58. ↑   QuickFacts Whatcom County Washington, su census.gov. URL consultato il 5 maggio 2017.
59. 1 2   Census Profile - Census Subdivision, su www12.statcan.gc.ca, 2.statcan.ca, 1º febbraio 2012. URL consultato il 1º marzo 2012.
60. 1 2   USA: Oregon, su citypopulation.de, 2010. URL consultato il 25 giugno 2012.
61. ↑   Census Profile - Census Subdivision, su www12.statcan.gc.ca, 2.statcan.ca, 1º febbraio 2012. URL consultato il 1º marzo 2012.
62. ↑   Meridian - Census 2010: Idaho, su data.spokesman.com, The Spokesman-Review. URL consultato il 12 luglio 2011 (archiviato dall'url originale il 16 luglio 2014).
63. ↑   Northwest Passage, CBS News, 25 ottobre 2000. URL consultato il 18 agosto 2010.
64. ↑   Alaska 2008 - UPDATED, su Atlas Forum. URL consultato il 5 maggio 2017.
65. ↑   Western provinces considerazione la separation: poll - CTV News, su ctv.ca. URL consultato il 21 ottobre 2011 (archiviato dall'url originale il 4 giugno 2011).
66. ↑   Copia archiviata, su zogby.com. URL consultato il 5 novembre 2017 (archiviato dall'url originale il 21 ottobre 2014).
67. 1 2   Will Gudrun, Cascadia Calling, in Vancouver Review, 2006. URL consultato il 25 settembre 2011 (archiviato dall'url originale il 21 novembre 2011).
68. ↑   Kayla Webley, Top 10 Aspiring Nations: The Republic of Cascadia, Time Magazine, 10 gennaio 2011. URL consultato il 30 maggio 2012 (archiviato dall'url originale il 23 agosto 2013).
69. ↑   Aluminum, Columbia River History., Northwest Power & Conservation Council
70. ↑   Arthur Frommer, Vancouver's melting pot makes a terrific cultural stew, in Chicago Tribune, 8 dicembre 2008 (archiviato dall'url originale il 3 dicembre 2013).
71. ↑   The Republic of Cascadia, su republic-of-cascadia.tripod.com. URL consultato il 23 dicembre 2009.
72. ↑   Cascadia Bioregion, su Cascadia-bioregion.tripod.com, 3 maggio 1924. URL consultato il 19 febbraio 2011.
73. 1 2   Carl Abbott, 8. That Long Western Border, in John M. Findlay e Ken S. Coates (a cura di), Parallel Destinies: Canadian-American Relations West of the Rockies, University of Washington Press, 2002,  pp. 203–213–5, ISBN 978-0-295-98252-6. URL consultato il 14 dicembre 2010.
74. ↑   Frequently Asked Questions - Medical Use of Marihuana., Health Canada
75. ↑   Washington Medical Marijuana Legality., Washington State RCW
76. ↑   Oregon Medical Marijuana Legality, su oregon.gov, 1º febbraio 2011. URL consultato il 19 febbraio 2011 (archiviato dall'url originale il 22 gennaio 2009).
77. ↑   Jeff Richardson, Without dispensaries, Alaska has avoided federal medical marijuana prosecutions, in Juneau Empire, 22 maggio 2011. URL consultato il 14 giugno 2012 (archiviato dall'url originale il 12 luglio 2012).
78. ↑   Chris Oke, Medical marijuana, coming to a store near you [collegamento interrotto], in Yukon News, 14 maggio 2010. URL consultato il 14 giugno 2012.
79. ↑   Jonathan Martin, Voters agree to legalize pot, su blogs.seattletimes.com, Seattle Times, 6 novembre 2012. URL consultato il 6 novembre 2012 (archiviato dall'url originale il 9 novembre 2012).
80. ↑   November 5, 2012 General Election Results., su vote.wa.gov, The state of Washington, 5 novembre 2012 (archiviato dall'url originale il 12 novembre 2012).
81. ↑   Elizabeth Svoboda, America's 50 Greenest Cities | Popular Science, su popsci.com, 7 agosto 2010. URL consultato il 18 agosto 2010.
82. 1 2   Craig S. Bower, North America's most bike-friendly cities - Travel - Active Travel - msnbc.com, su msnbc.msn.com, MSNBC, giugno 2008. URL consultato il 18 agosto 2010.
83. ↑   The Best Cities for Public Transportation | SmartAsset.com, su smartasset.com. URL consultato il 10 maggio 2016.
84. ↑   Anti-whaling boat owned by San Juan's Sea Shepherd Society takes on water near Antarctica, su seattlepi.com, Journal of the San Juans, 6 gennaio 2010. URL consultato l'11 settembre 2016.
85. ↑   "Louie Louie" and the History of Northwest Rock and Radio (DVD), regia di SoundWorks USA, Rolling Bay, WA, Soundworks USA, 2012.
86. ↑   John T. Edge, A City’s Specialty, Japanese in Name Only, in The New York Times, 5 gennaio 2010.
87. ↑   Jonathan Kauffman, How Teriyaki Became Seattle's Own Fast-Food Phenomenon, in Seattle Weekly, 14 agosto 2007. URL consultato il 17 ottobre 2017 (archiviato dall'url originale il 9 giugno 2013).
88. ↑   Matt Gross, Frugal Portland, in The New York Times, 10 maggio 2009. URL consultato il 20 maggio 2010.
89. ↑  Nel 2008 i proprietari dei Seattle SuperSonics vendettero la squadra a un gruppo di investitori di Oklahoma City, dove la squadra cominciò a giocare con il nome di Oklahoma City Thunder nella stagione 2008-2009, dopo un lungo contenzioso legale tra la nuova proprietà e la città di Seattle, conclusosi con una transazione. Naturalmente, la vicenda fu vissuta con grande sofferenza dai tifosi di Seattle. Si veda, ad es.,  David Aldridge, Two years later, pain of losing Sonics still stings Seattle, National Basketball Association, 13 dicembre 2010. URL consultato il 28 marzo 2016 (archiviato dall'url originale il 22 febbraio 2016).
90. ↑   Spirit of 12, su seahawks.com. URL consultato il 18 agosto 2010 (archiviato dall'url originale il 9 febbraio 2009).
91. ↑   Copia archiviata, su gohuskies.com. URL consultato il 17 ottobre 2017 (archiviato dall'url originale l'11 maggio 2013).
92. ↑  http://www.michigandaily.com/content/j-brady-mccollough-duck-duck-lose
93. ↑   Seattle Top Gaming City?, Digital Trends, 2 maggio 2006 (archiviato dall'url originale il 7 ottobre 2008).
94. ↑   New approach encourages greater community input in decisions about minority affairs efforts at UW School of Medicine, su uwnews.washington.edu, 15 gennaio 1997. URL consultato il 19 febbraio 2011 (archiviato dall'url originale il 28 agosto 2006).
95. ↑   Quintard Taylor, Blacks and Asians in a white city: Japanese Americans and African Americans in Seattle, 1890-1940, in Western Historical Quarterly, 1991,  pp. 401-429, JSTOR 2716942.
96. ↑   Quintard Taylor, The Emergence of Black Communities in the Pacific Northwest: 1865-1910, in Journal of Negro History, 1979,  pp. 342-354, JSTOR 970984.
97. ↑   Can We Still Speak Chinook?, su thetyee.ca. URL consultato il 19 febbraio 2011.
98. ↑   Religion and Public Life in the Pacific Northwest, su religionatlas.org. URL consultato il 19 febbraio 2011 (archiviato dall'url originale l'11 maggio 2011).
99. ↑   Charting the unchurched in America, in USA Today, 7 marzo 2002. URL consultato il 20 maggio 2010.
100. ↑   Religious identification in the U.S, su religioustolerance.org. URL consultato il 19 febbraio 2011.
101. ↑   American Religious Identification Survey (PDF), su livinginliminality.files.wordpress.com, marzo 2009.
102. ↑   National Household Survey, su www12.statcan.gc.ca, 2011.
103. ↑   Chris Vance, Crosscut Seattle - Why Washington Republicans got creamed in 2006 and what they can do about it, su crosscut.com, Crosscut.com, 24 luglio 2007. URL consultato il 13 agosto 2011 (archiviato dall'url originale il 29 luglio 2012).
104. ↑   William Yardley, Dalai Lama Arrives for a Five-Day Conference in Seattle, Very Much His Kind of Town, in The New York Times, 11 aprile 2008. URL consultato il 20 maggio 2010.
105. ↑   Mennonite Central Committee Supportive Care Services, su mccscs.com (archiviato dall'url originale il 19 agosto 2006).
106. ↑   ABC News: School Says Halloween Disrespectful to Witches, su abcnews.go.com, 21 ottobre 2004. URL consultato il 19 febbraio 2011.
107. ↑   Janine Robben, the Prophet margin, su wweek.com, 19 maggio 2004. URL consultato il 22 novembre 2012.
108. ↑   Joshua Binus, Russian Old Believers, su oregonhistoryproject.org, Oregon Historical Society, 18 agosto 2014. URL consultato il 29 novembre 2017.

### Ulteriori letture
- Blair, Karen J., ed. Women in Pacific Northwest History: An Anthology (2nd ed. U of Washington Press, 2014).
- Blumm, Michael C. "Environment, Economy, and Community in the Pacific Northwest." Public Land and Resources Law Review 17.1 (2013): 2+  online (archiviato dall'url originale il 17 dicembre 2014).
- Gastil, Raymond D., and Barnett Singer. The Pacific Northwest: Growth of a Regional Identity (McFarland, 2010) 221 pp. ISBN 978-0-7864-4540-0
- Inglis, Robin. Historical Dictionary of the Discovery and Exploration of the Northwest Coast of America (Scarecrow, 2008) lxxvi+429 pp. ISBN 978-0-8108-5551-9
- Lavender, David. Land of Giants: The Drive to the Pacific Northwest, 1750- 1950 (1958)  online. URL consultato il 17 ottobre 2017 (archiviato dall'url originale il 18 ottobre 2017).
- Pomeroy, Earl. The Pacific Slope: A History Of California, Oregon, Washington, Idaho, Utah, And Nevada (2nd ed. 2003)
- Schwantes, Carlos. The Pacific Northwest: An Interpretive History (2nd ed. 1996)  online. URL consultato il 17 ottobre 2017 (archiviato dall'url originale il 18 ottobre 2017).
- Vogel, Eve. "Defining one Pacific Northwest among many possibilities: The political construction of a region and its river during the New Deal." Western Historical Quarterly 42.1 (2011): 28-53.  in JSTOR.
- Warren, Sidney. Farthest Frontier: The Pacific Northwest (1949)  online. URL consultato il 17 ottobre 2017 (archiviato dall'url originale il 18 ottobre 2017).
- White, Richard. The organic machine: The remaking of the Columbia River (Macmillan, 2011)
- Winther, Oscar Osburn. The great northwest: a history (Greenwood Press, 1981)